# Call on Me (chanson de Janet Jackson)
Pour les articles homonymes, voir Call on Me.
Singles de Janet Jackson
I Want You
(2004) So Excited
(2006)
Call on Me est une chanson par la chanteuse de RnB afro-américaine
Janet Jackson et le rappeur américain Nelly sorti en 2006 sur le neuvième album studio de Jackson, 20 Y.O..
Il s'agit du premier single de l'album. Il est produit par Jermaine Dupri mais aussi par les partenaires de longue date de Janet Jackson, Jimmy Jam & Terry Lewis. 